# Aérodrome de La Grand'Combe
L’aérodrome de La Grand'Combe (code OACI : LFTN) est un aérodrome du département du Gard, situé à La Grand'Combe.

## Situation
L'aérodrome est situé à Champclauson à 3 km au nord-ouest de La Grand'Combe.

## Agrément
L'aérodrome de La Grand'Combe fait partie de la liste n° 3 (aérodromes à usage restreint) des aérodromes autorisés au 31 janvier 2010 (décret : NOR :DEVA1012766K ). Réservé aux aéronefs qui y sont basés et à ceux qui sont basés sur les aérodromes voisins.

## Utilisation
Du 9 au 12 novembre 2015, les stagiaires du centre de préparation opérationnelle du combattant de l’armée de l’air sont venus s’entraîner sur l’aérodrome.

## Rattachements
La Grand'Combe est un petit aérodrome ne disposant pas de services de la DGAC. Pour l'information aéronautique, la préparation des vols et le dépôt des plans de vol il est rattaché au BRIA (Bureau régional d'information aéronautique) de l'aéroport de Marseille Provence. Le suivi des vols sous plan de vol et le service d'alerte sont assurés par le BTIV (Bureau de télécommunications et d'information de vol) du Centre en route de la navigation aérienne Sud-Est situé à Aix-en-Provence.